# Беннетт, Пэрис
Пэ́рис Ана'и́с Бе́ннетт (англ. Paris Ana'is Bennett; 21 августа 1988, Рокфорд, Иллинойс, США) — американская певица.

## Биография
Пэрис Ана'ис Беннетт родилась 21 августа 1988 года в Рокфорде (штат Иллинойс, США) в семье певицы Джамеши Вензетт Беннетт (род.1972). Родители Пэрис разведены и её мать повторно вышла замуж за застройщика Недала Абдула. У Беннетт есть три младших брата и сестра: Шакур, Джеймс, Дастин и Шана.
Она стала национально признанной как участник 5-го сезона реалити-шоу талантов «American Idol», заняв 5-е место. Беннетт выпустила свой дебютный альбом «Princess P» на 306 развлечения«306 Entertainment»/«TVT Records» в 2007 году, а также праздничный альбом «A Royal Christmas» в 2008 году.
В 2000-х годах Пэрис состояла в фактическом браке. У бывшей пары есть дочь — Иджипт Эн Беннетт (род.06.10.2008).